# Boltenia
Boltenia là chi Ascidiacea trong họ Pyuridae.

## Các loài
Các loài trong chi Boltenia bao gồm:
- Boltenia africana Millar, 1962
- Boltenia echinata (Linnaeus, 1767)
- Boltenia hirta Monniot & Monniot, 1977
- Boltenia iburi (Oka, 1934)
- Boltenia ovifera (Linnaeus, 1767)
- Boltenia pilosa (Millar, 1955)
- Boltenia polyplacoderma Lambert, 1993
- Boltenia transversaria (Sluiter, 1904)
- Boltenia villosa (Stimpson, 1864)
- Boltenia yossiloya Shenkar & Lambert, 2010

Các loài hiện được xem là đồng nghĩa:
- Boltenia antarctica Beneden & Selys-Longchamps, 1913: là đồng nghĩa của Pyura georgiana (Michaelsen, 1898)
- Boltenia arctica (Hartmeyer, 1899): là đồng nghĩa của Boltenia echinata (Linnaeus, 1767)
- Boltenia australiensis Carter, 1885: là đồng nghĩa của Pyura spinifera (Quoy & Gaimard, 1834)
- Boltenia australis Quoy & Gaimard, 1834: là đồng nghĩa của Pyura australis (Quoy & Gaimard, 1834)
- Boltenia beringi Dall, 1872: là đồng nghĩa của Boltenia ovifera (Linnaeus, 1767)
- Boltenia beringia Dall, 1872: là đồng nghĩa của Boltenia ovifera (Linnaeus, 1767)
- Boltenia bolteni (Linnaeus, 1771): là đồng nghĩa của Boltenia ovifera (Linnaeus, 1767)
- Boltenia bouvetensis Michaelsen, 1904: là đồng nghĩa của Pyura bouvetensis (Michaelsen, 1904)
- Boltenia burkhardti Binney, 1870: là đồng nghĩa của Boltenia ovifera (Linnaeus, 1767)
- Boltenia carnea : là đồng nghĩa của Pyura carnea Brewin, 1948
- Boltenia ciliata Moeller, 1842: là đồng nghĩa của Boltenia ovifera (Linnaeus, 1767)
- Boltenia clavata Mueller, 1776: là đồng nghĩa của Boltenia ovifera (Linnaeus, 1767)
- Boltenia coacta Gould, 1852: là đồng nghĩa của Pyura legumen (Lesson, 1830)
- Boltenia coarcta Gould, 1852: là đồng nghĩa của Pyura legumen (Lesson, 1830)
- Boltenia elegans Herdman, 1881: là đồng nghĩa của Boltenia ovifera (Linnaeus, 1767)
- Boltenia fusiformis Savigny, 1816: là đồng nghĩa của Boltenia ovifera (Linnaeus, 1767)
- Boltenia georgiana Michaelsen, 1898: là đồng nghĩa của Pyura georgiana (Michaelsen, 1898)
- Boltenia gibbosa (Heller, 1878): là đồng nghĩa của Pyura gibbosa (Heller, 1878)
- Boltenia hirsuta (Agassiz, 1850): là đồng nghĩa của Boltenia echinata (Linnaeus, 1767)
- Boltenia legumen Lesson, 1830: là đồng nghĩa của Pyura legumen (Lesson, 1830)
- Boltenia microcosmus Agassiz, 1850: là đồng nghĩa của Boltenia ovifera (Linnaeus, 1767)
- Boltenia oviformis (Linnaeus, 1767): là đồng nghĩa của Boltenia ovifera (Linnaeus, 1767)
- Boltenia pachydermatina Herdman, 1881: là đồng nghĩa của Pyura pachydermatina (Herdman, 1881)
- Boltenia pedunculata Hutton, 1873: là đồng nghĩa của Pyura pachydermatina (Herdman, 1881)
- Boltenia reniformis MacLeay, 1825: là đồng nghĩa của Boltenia ovifera (Linnaeus, 1767)
- Boltenia rubra Stimpson, 1852: là đồng nghĩa của Boltenia ovifera (Linnaeus, 1767)
- Boltenia salebrosa Sluiter, 1905: là đồng nghĩa của Pyura bouvetensis (Michaelsen, 1904)
- Boltenia scotti Herdman, 1910: là đồng nghĩa của Pyura bouvetensis (Michaelsen, 1904)
- Boltenia spinifera (Quoy & Gaimard, 1834): là đồng nghĩa của Pyura spinifera (Quoy & Gaimard, 1834)
- Boltenia spinosa (Quoy & Gaimard, 1834): là đồng nghĩa của Pyura spinifera (Quoy & Gaimard, 1834)
- Boltenia thompsoni Hartmeyer, 1903: là đồng nghĩa của Boltenia ovifera (Linnaeus, 1767)
- Boltenia tuberculata Herdman, 1891: là đồng nghĩa của Pyura spinifera (Quoy & Gaimard, 1834)
- Boltenia turqueti Sluiter, 1905: là đồng nghĩa của Pyura bouvetensis (Michaelsen, 1904)